# Keitaansaari (ö i Päijänne-Tavastland)
Keitaansaari är en ö i Finland. Den ligger i sjön Parlammi och i kommunen Padasjoki i den ekonomiska regionen  Lahtis ekonomiska region  och landskapet Päijänne-Tavastland, i den södra delen av landet, 130 km norr om huvudstaden Helsingfors. Öns area är 0,5 hektar och dess största längd är 150 meter i sydöst-nordvästlig riktning.